# ۹۱ (قمری)
۹۱ (قمری)، نود و یکمین سال در گاهشماری هجری قمری است. اول محرم این سال برابر با سیزدهم نوامبر سال ۷۰۹ میلادی است.

## وابسته
- حصار (تاجیکستان)